# دیوید فاستینو
دیوید انتونی فاستینو (به انگلیسی: David Anthony Faustino) (زاده ۳ مارچ ۱۹۷۴) هنرپیشه و صدا پیشه اهل امریکا است. از جمله کارهای او می‌توان به فاکس، کمدی موقعیت، ازدواج با کودکان و صدا پیشگی نقش ماکو در اواتار: افسانه کورا اشاره کرد.